# Microscopio óptico

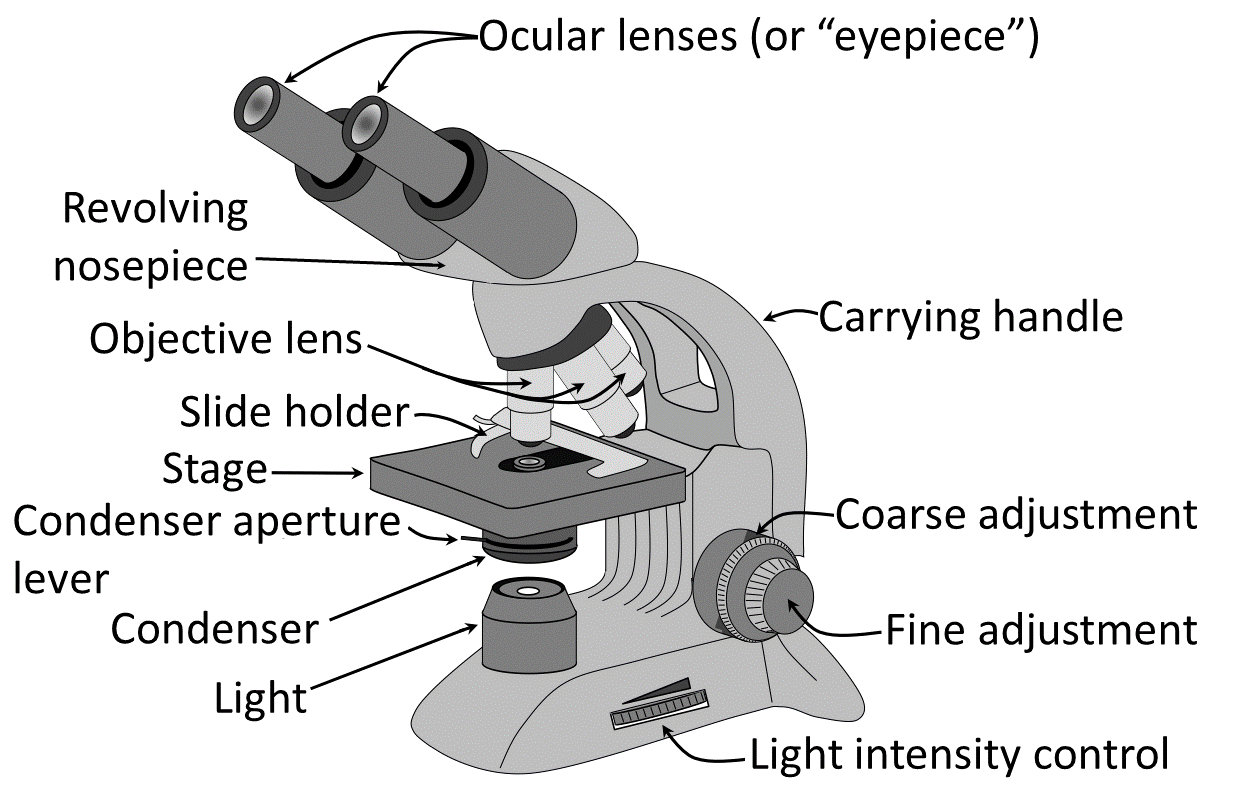
Microscopio óptico.Descripción:A) ocular, B) objetivo, C) portador del objeto, D) lentes de la iluminación, E) sujeción del objeto, F) espejo de la iluminación.

Un microscopio óptico es un microscopio basado en lentes ópticas. También se le conoce como microscopio de luz (que utiliza luz o «fotones») o microscopio de campo claro. El desarrollo de este aparato suele asociarse con los trabajos de Anton van Leeuwenhoek. Los microscopios de Leeuwenhoek constaban de una única lente pequeña y convexa, montada sobre una plancha, con un mecanismo para sujetar el material que se iba a examinar (la muestra o espécimen). Este uso de una única lente convexa se conoce como microscopio simple, en el que se incluye la lupa, entre otros aparatos ópticos.

## Historia
- 1590: Zacharias Janssen construye un microscopio con dos lentes convergentes.
- 1611: Johannes Kepler sugiere la manera de fabricar un microscopio compuesto.
- 1665: Robert Hooke utiliza un microscopio compuesto para estudiar cortes de corcho y describe los pequeños poros en forma de celdas a los que él llamó "células". Publica su libro Micrographia.
- 1674: Leeuwenhoek informa su descubrimiento de protozoarios. Nueve años después será el primero en observar las bacterias.
- 1828: W. Nicol desarrolla la microscopía con luz polarizada.
- 1838: Schleiden y Schwann proponen la teoría de la célula y declaran que la célula nucleada es la unidad estructural y funcional en plantas y animales.
- 1849: J. Quekett publica un tratado práctico sobre el uso del microscopio.
- 1876: Abbé analiza los efectos de la difracción en la formación de la imagen en el microscopio y muestra cómo perfeccionar el diseño del microscopio.
- 1881: Retzius describe gran número de tejidos animales con un detalle que no ha sido superado por ningún otro microscopista de luz. En las siguientes dos décadas él, Cajal y otros histólogos desarrollan nuevos métodos de tinción y ponen los fundamentos de la anatomía microscópica.
- 1886: Carl Zeiss fabrica una serie de lentes, diseño de Abbé que permiten al microscopista resolver estructuras en los límites teóricos de la luz visible.
- 1908: Köhler y Siedentopf desarrollan el microscopio de fluorescencia.
- 1930: Lebedeff diseña y construye el primer microscopio de interferencia.
- 1932: Zernike inventa el microscopio de contraste de fases.
- 1952: Nomarski inventa y patenta el sistema de contraste de interferencia diferencial para el microscopio de luz.

## Partes del microscopio óptico y sus funciones

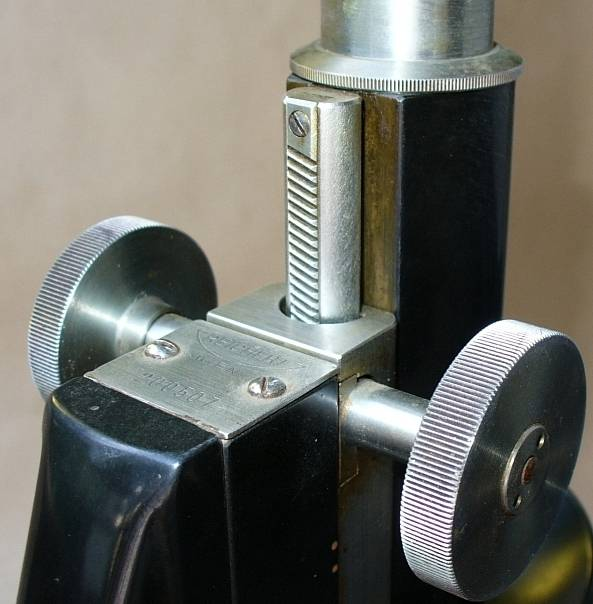
Tubo, cremallera de enfoque y tornillo macrométrico.
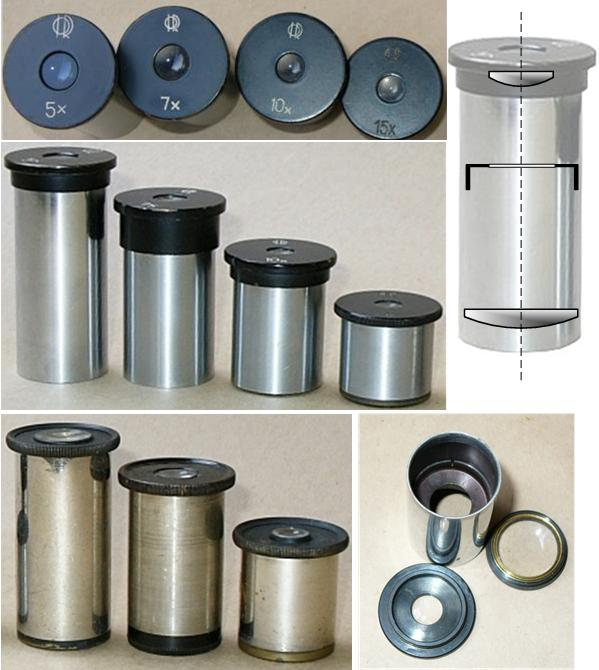
Oculares intercambiables de diferentes aumentos.
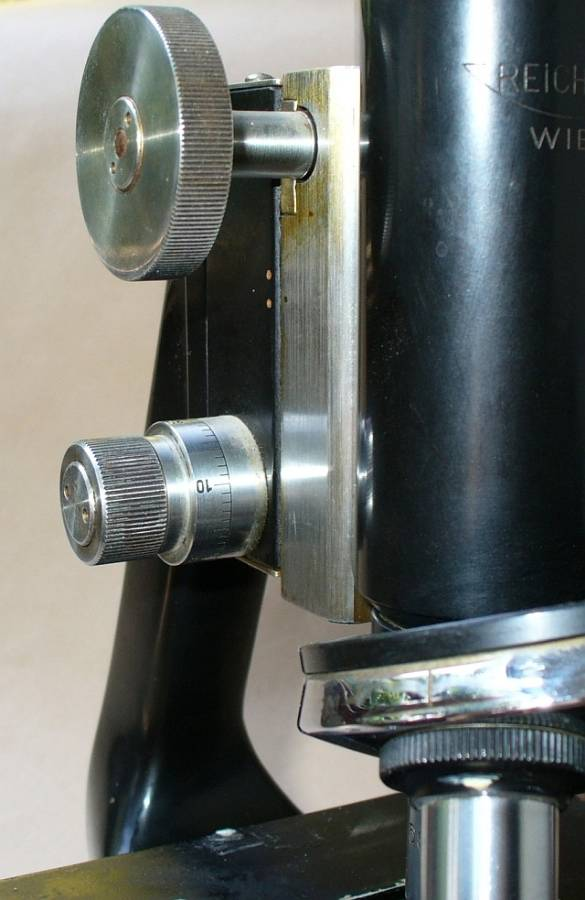
Tornillos macro y micrométrico.
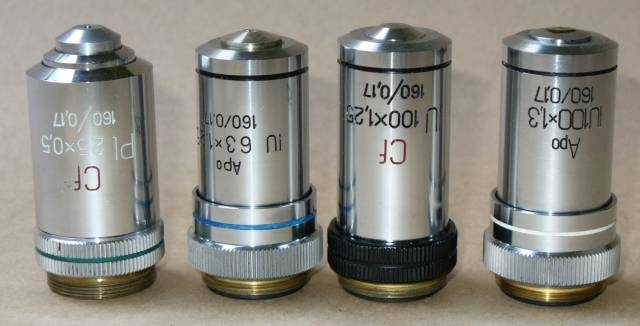
Objetivos desmontados.
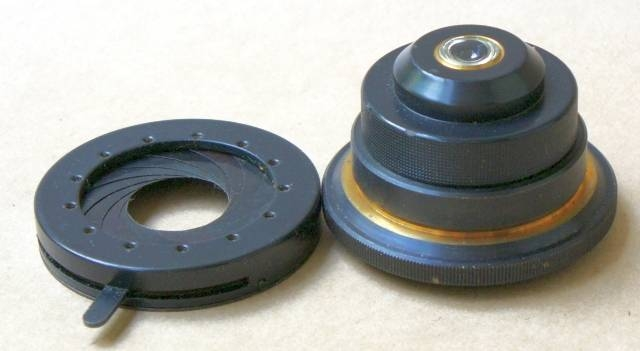
Diafragma y Condensador.
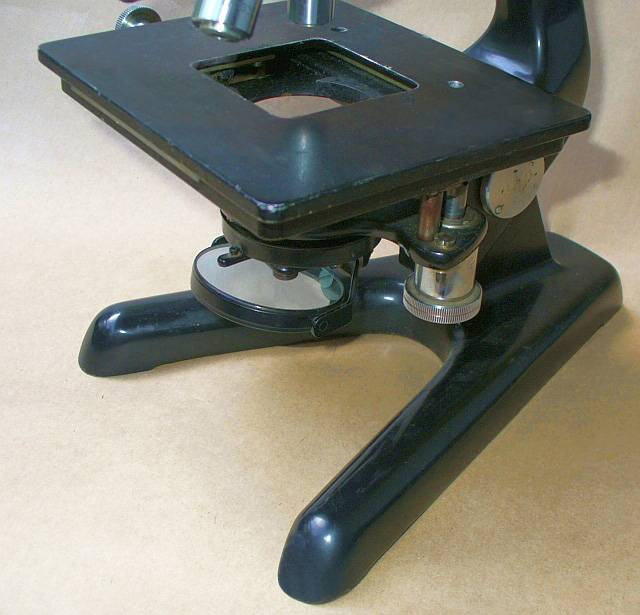
Platina y base.
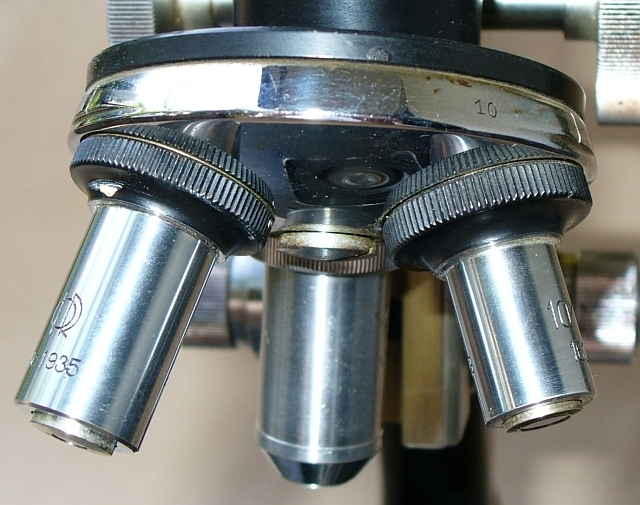
Revólver.

1. Ocular: lente situada cerca del ojo del observador. Capta y amplía la imagen formada en los objetivos.
2. Objetivo: lente situada en el revólver. Amplía la imagen, es un elemento vital que permite ver a través de los oculares.
3. Cabezal:  es la cabeza del microscopio que te permite obtener mejores tomas del objetivo.
4. Condensador: lente que concentra los rayos luminosos sobre la preparación.
5. Diafragma: regula la cantidad de luz que llega al condensador.
6. Foco: dirige los rayos luminosos hacia el condensador.
7. Tubo: es la cámara oscura que porta el ocular y los objetivos. Puede estar unida al brazo mediante una cremallera para permitir el enfoque.
8. Revólver: Es el sistema que porta los objetivos de diferentes aumentos, y que rota para poder utilizar uno u otro, alineándolos con el ocular.
9. Tornillos macro y micrométrico: Son tornillos de enfoque, mueven la platina o el tubo hacia arriba y hacia abajo. El macrométrico, permite desplazamientos amplios para un enfoque inicial y el micrométrico, desplazamientos muy cortos, para el enfoque más preciso. Pueden llevar incorporado un mando de bloqueo que fija la platina o el tubo a una determinada altura.
10. Platina: Es una plataforma horizontal con un orificio central, sobre el que se coloca la preparación, que permite el paso de los rayos procedentes de la fuente de iluminación situada por debajo.
11. Pinzas sujetadoras: Dos pinzas, sirven para retener el portaobjetos sobre la platina y un sistema de cremallera que permite mover la preparación. Puede estar fija o unida al brazo por una cremallera para permitir el enfoque.
12. Brazo: Es la estructura que sujeta el tubo, la platina y los tornillos de enfoque asociados al tubo o a la platina. La unión con la base puede ser articulada o fija.
13. Base o pie: Es la parte inferior del microscopio que permite que este se mantenga de pie.

## Sistema de iluminación
En los microscopios de luz transmitida el sistema de iluminación aporta la luz que atravesará la muestra. Está compuesto por diferentes partes: la fuente de luz  con la ayuda de una lente  llamada colector, se representa en el plano del diafragma iris de abertura  . Este diafragma se instala en el plano focal anterior del condensador  y puede variar su abertura numérica. El diafragma iris  dispuesto junto al colector  es el diafragma de campo. La variación del diámetro del diafragma de campo permite obtener su imagen igual al campo visual lineal del microscopio. La abertura numérica del condensador  supera, generalmente la de la abertura del objetivo microscópico: es la iluminación que permite ver mejor lo que queremos observar como las células o las membranas celulares entre otros. 

## Microscopio óptico compuesto
Un microscopio compuesto es un microscopio óptico con más de un lente. Se utilizan especialmente para examinar objetos transparentes, o cortados en láminas tan finas que se transparentan.

## Principales elementos de un microscopio básico

Diagrama simple de la óptica de un microscopio.

Los microscopios de este tipo suelen ser más complejos, con varias lentes en el objetivo como en el ocular. El objetivo de estas lentes es el de reducir la aberración cromática y la aberración esférica. En los microscopios modernos el espejo se sustituye por una lámpara que ofrece una iluminación estable y controlable.
Los microscopios compuestos se utilizan para estudiar especímenes delgados, puesto que su profundidad de campo es muy limitada. Por lo general, se utilizan para examinar cultivos, preparaciones trituradas o una lámina muy fina del material que sea. Normalmente depende de la luz que atraviese la muestra desde abajo y usualmente son necesarias técnicas especiales para aumentar el contraste de la imagen.
La resolución de los microscopios ópticos está restringida por un fenómeno llamado difracción que, dependiendo de la apertura numérica (AN o {\displaystyle A_{N}}) del sistema óptico y la longitud de onda de la luz utilizada ({\displaystyle \lambda }), establece un límite definido ({\displaystyle d}) a la resolución óptica. Suponiendo que las aberraciones ópticas fueran despreciables, la resolución sería:
{\displaystyle \delta ={\frac {\lambda }{2*A_{N}}}}
Normalmente, se supone una {\displaystyle \lambda } de 550 nm, correspondiente a la luz verde. Si el medio es el aire, la {\displaystyle A_{N}} práctica máxima es de 0,95, y en el caso de aceite de hasta 1,5.
Ello implica que incluso el mejor microscopio óptico está limitado a una resolución de unos 0,2 micrómetros.

## Poder separador, objetivos de inmersión y aumento útil
- Poder separador

De la teoría de la difracción sobre la formación de imágenes mediante un microscopio se obtiene que la distancia mínima entre dos puntos visibles por separado es:
{\displaystyle \delta ={\frac {\lambda }{2*A_{N}}}}
Donde λ es la longitud de onda de la luz monocromática en la que se observa el objeto y A es la apertura del microscopio.
- Objetivos de inmersión

El medio óptico líquido que rellena el espacio entre el objeto y el objetivo se le denomina líquido de inmersión. El índice de refracción de este es próximo al del vidrio (se utiliza agua, glicerina, aceites de cedro y de enebro, monobromonaftalina, entre otros).
Aunque todos los componentes que constituyen un microscopio son importantes, los objetivos son de suma importancia, puesto que la imagen, en definitiva, depende en gran medida de su calidad. Los mejores objetivos son aquellos que están corregidos para las aberraciones.

### Las aberraciones
Son alteraciones ópticas en la formación de la imagen debidas a las propias lentes del objetivo
- Aberraciones geométricas (efecto Keystone).
- Aberraciones cromáticas.

### Corrección de las aberraciones
Para evitar las aberraciones geométricas se construyen los llamados objetivos planos o plasmáticos, lo cual suele estar indicado en el propio objetivo con la inscripción PLAN. Los objetivos que están corregidos para las aberraciones cromáticas se denominan acromáticos (corregidos para el rojo y el azul), semi apocromáticos (corregidos para el rojo y el azul y tienen una mayor apertura numérica) y finalmente los apocromáticos (que son de mayor calidad y están corregidos para el rojo, el azul y el verde).

## Aplicaciones del microscopio óptico
Este instrumento ha sido de gran utilidad, sobre todo en los campos de la ciencia en donde la estructura y la organización microscópica es importante, incorporándose con éxito a investigaciones dentro del área de la química (en el estudio de cristales), la física (en la investigación de las propiedades físicas de los materiales), la geología (en el análisis de la composición mineralógica y textural de las rocas) y, por supuesto, en el campo de la biología (en el estudio de estructuras microscópicas de la materia viva), por citar algunas disciplinas de la ciencia.
Hasta ahora se da uso en el laboratorio de histología y anatomía patológica, donde la microscopía permite determinadas aplicaciones diagnósticas, entre ellas el diagnóstico de certeza del cáncer, numerosas estructuras cristalinas, pigmentos, lípidos, proteínas, depósitos óseos, depósitos de amiloide, etc.

## Microscopio estereoscópico oEstereomicroscopio

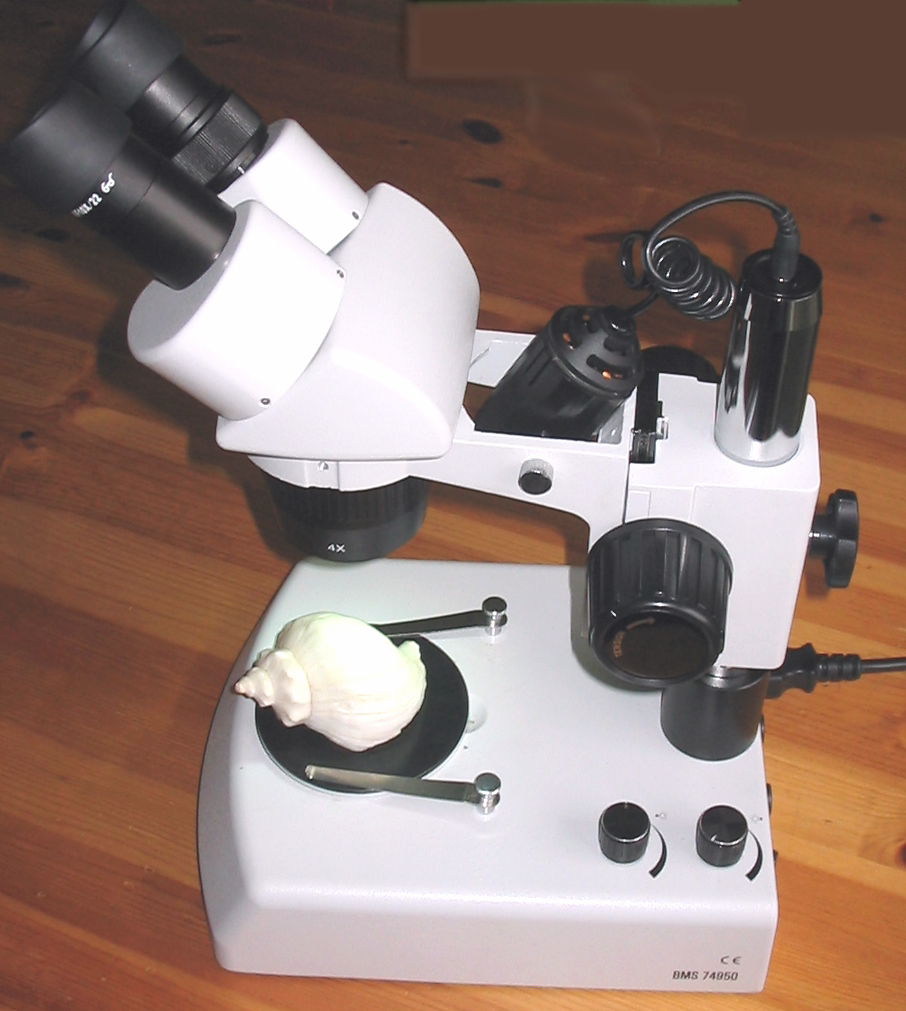
Microscopio estereoscópico. En la platina se aprecia una concha de 4 cm de diámetro.

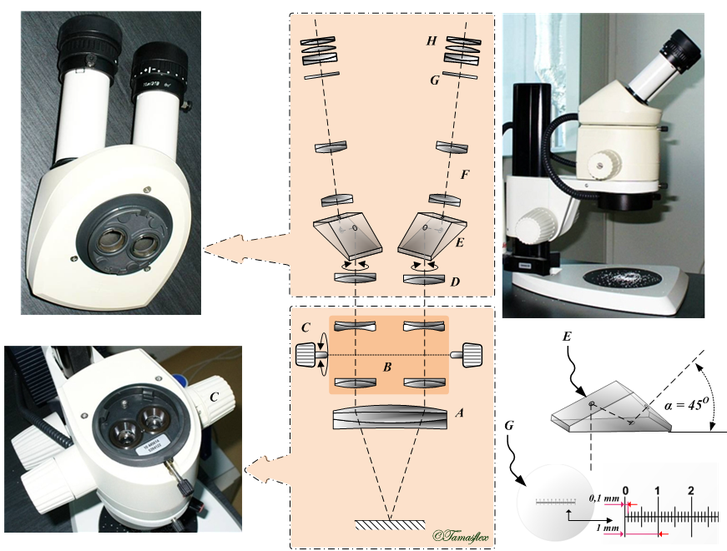
Microscopio estereoscópico.

El diseño de este instrumento, también llamado «lupa binocular», es distinto al del diagrama de más arriba y su utilidad es diferente, pues se utiliza para ofrecer una imagen estereoscópica (3D) de la muestra. Para ello, y como ocurre en la visión binocular convencional, es necesario que los dos ojos observen la imagen con ángulos ligeramente distintos. Obviamente todos los microscopios estereoscópicos, por definición, deben ser binoculares (con un ocular para cada ojo), por lo que a veces se confunden ambos términos. Existen dos tipos de diseño, denominados respectivamente convergente (o Greenough) y de objetivo común (o Galileo).
El diseño convergente consiste en usar dos microscopios idénticos inclinados un cierto ángulo uno con respecto a otro y acoplados mecánicamente de tal forma que enfocan la imagen en el mismo punto y con el mismo aumento. Aunque es un diseño económico, potente y en el que las aberraciones resultan muy fáciles de corregir, presenta algunas limitaciones en cuanto a modularidad (capacidad de modificar el sistema para poner accesorios) y la observación durante tiempos largos resulta fatigosa.
El diseño de objetivo común utiliza dos rutas ópticas paralelas (una para cada ojo) que se hacen converger en el mismo punto y con un cierto ángulo con un objetivo común a ambos microscopios. El diseño es más sofisticado que el convergente, con mejor modularidad y no genera fatiga en tiempos de observación largos. Sin embargo es más costoso de fabricar y las aberraciones, al generarse la imagen a través de la periferia del objetivo común y en un ángulo que no coincide con el eje óptico del mismo, son más difíciles de corregir.
Los microscopios estereoscópicos suelen estar dotados, en cualquiera de sus variantes, de un sistema zoom o un sistema de cambiador de aumentos que permite observar la muestra en un rango de aumentos variable, siempre menor que el de un microscopio compuesto. El microscopio estereoscópico es apropiado para observar objetos de tamaños relativamente grandes, por lo que no es necesario modificar los objetos a ver, (laminar) ni tampoco lo es que la luz pase a través de la muestra. Este tipo de microscopios permite unas distancias que van desde un par de centímetros a las decenas de ellos desde la muestra al objetivo, lo que lo hace muy útil en botánica, mineralogía y en la industria (microelectrónica, por ejemplo) como en medicina (microscopios quirúrgicos) e investigación, fundamentalmente en aplicaciones que requieren manipular el objeto visualizado (donde la visión estereoscópica es esencial).
Podríamos decir que un microscopio estereoscópico puede servir, entre otras muchas cosas, para realizar disecciones de animales y plantas.

## Conectar una cámara digital a un microscopio óptico

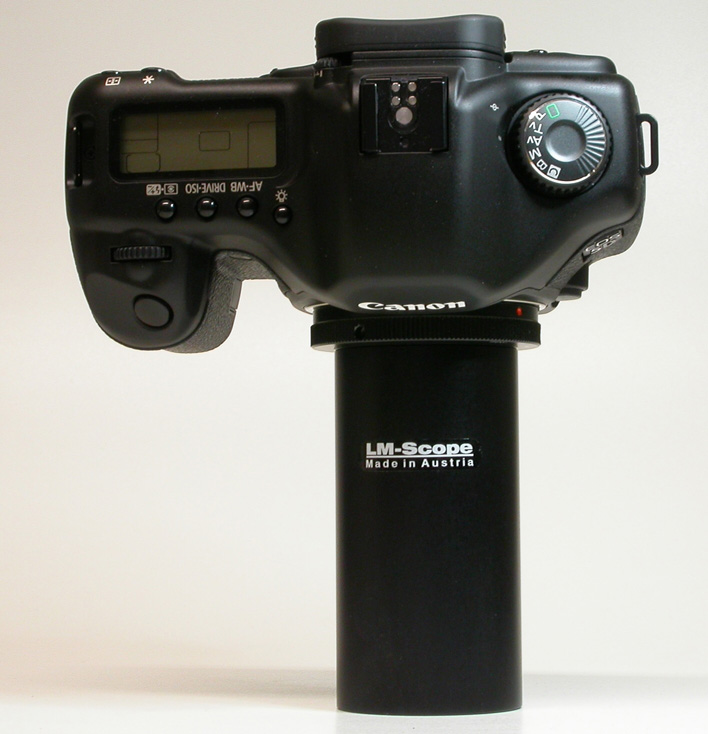
Adaptador digital LM para la Canon EOS 5D.

Un adaptador óptico mecánico es importante en fotografía digital. Dicho adaptador sirve de enlace entre la cámara y el microscopio. Es especialmente importante que la conexión mecánica sea firme, pues cualquier movimiento mínimo, es decir, vibraciones de la cámara, reduciría la calidad de la imagen notablemente. Adicionalmente, se requiere un adaptador óptico para el trayecto de luz con el que se logrará así que el sensor CCD/CMOS de la cámara proyecte una imagen de total nitidez e iluminación.
La fotomicrografía (fotografía realizada con la ayuda de un microscopio compuesto) es un campo muy especializado de la fotografía, para la que hay disponibles equipos de precio muy elevado, y no simples equipos de estudio.
Con un microscopio de calidad adecuada, como los que se encuentran en la mayoría de los laboratorios científicos, se pueden realizar fotomicrografías de una calidad razonable, utilizando una cámara de uso general, de objetivo fijo o intercambiable.

### Métodos básicos
Hay dos métodos básicos de tomar fotografías por medio del microscopio. En el primer método el objetivo de la cámara realiza una función parecida a la del cristalino del ojo y proyecta sobre el sensor una imagen real de la imagen virtual que se ve por el ocular del microscopio. Este método es el único adecuado para utilización de cámaras con objetivo fijo, esto es, no intercambiable.
El segundo método, adecuado para cámaras con objetivo intercambiable, implica retirar el objetivo de la cámara y ajustar el microscopio de modo que el ocular forme una imagen directamente sobre el sensor.
La calidad de la óptica de un microscopio (objetivo y ocular) es fundamental en la determinación de la calidad de una imagen fotográfica. Los objetivos y oculares de microscopio se encuentran en diferentes calidades, determinadas por la precisión con que han sido corregidos de aberraciones. Los objetivos más económicos están corregidos de aberración esférica para un solo color, generalmente el amarillo verdoso, pero no de aberración cromática para la totalidad del espectro visible, sino solo para dos o tres colores, primarios. Estos objetivos se llaman acromáticos, y también muestran cierta cantidad de curvatura de campo; esto es, que la totalidad del campo de visión del objetivo no puede llevarse simultáneamente a foco fino.
Existen los acromáticos de campo plano, en los que la curvatura de campo ha sido casi totalmente corregida, se denominan planacromáticos.
Los apocromáticos están corregidos de aberración esférica para dos colores y de aberración cromática para los tres colores primarios. Aun así, mostrarán curvatura de campo a menos que sean planapocromáticos, los mejores objetivos de que se dispone. Los oculares también tienen diferentes calidades. Los más simples son los de campo ancho.
Los oculares compensadores se diseñan para compensar ciertas aberraciones cromáticas residuales del objetivo, y dan su mejor resultado cuando se utilizan con objetivos apocromáticos, aunque también pueden utilizarse con éxito con los acromáticos de mayor potencia. Existen los oculares foto, especiales para fotomicrografía, y cuando se utilizan con los objetivos planapocromáticos dan la mejor calidad posible de fotografía.